# Biauluec
Biauluec és un municipi francès, situat a la regió d'Alvèrnia-Roine-Alps, al departament del Puèi Domat.